# Purple drank
Purple drank är en drogblandning populär i hiphop-kretsar i södra USA och härstammar från Houston, Texas. Drogblandningen består av receptbelagd hostmedicin som innehåller kodein. Hostmedicinen blandas som en grogg med söt dryck, som saft eller läsk för att sedan intas oralt. Hostmedicinen som används har oftast en mörk lila färg, därav namnet. Det finns en mängd olika slangtermer för drogblandningen, bland annat sizzurp, lean, syrup, drank, barre, purple jelly och Texas tea.
Företeelsen är omsjungen av flera hiphop-artister.